# Alecanopsis tenuis
Alecanopsis tenuis är en insektsart som beskrevs av Green 1924. Alecanopsis tenuis ingår i släktet Alecanopsis och familjen skålsköldlöss. Inga underarter finns listade i Catalogue of Life.